# Михайловка (Увельский район)
Михайловка — деревня в Увельском районе Челябинской области России. Входит в состав Петровского сельского поселения.

## География
Деревня находится в восточной части Челябинской области, в лесостепной зоне, на восточном берегу зарастающего озера Мохового, на расстоянии примерно 40 километров (по прямой) к востоку-юго-востоку (ESE) от посёлка Увельского, административного центра района. Абсолютная высота — 202 метра над уровнем моря.
Часовой пояс
Деревня Михайловка, как и вся Челябинская область, находится в часовой зоне МСК+2. Смещение применяемого времени относительно UTC составляет +5:00.

## Население
| 2002 | 2010 |
| ---- | ---- |
| 11   | ↘0   |

Национальный состав
Согласно результатам переписи 2002 года, в национальной структуре населения русские составляли 100 %.

## Улицы
Уличная сеть деревни состоит из одной улицы (ул. Ягодная).